# Chemiré-sur-Sarthe
Chemiré-sur-Sarthe est une ancienne commune française située dans le département de Maine-et-Loire, en région Pays de la Loire, devenue le 1er janvier 2016, une commune déléguée de la commune nouvelle de Morannes-sur-Sarthe, puis, le 1er janvier 2017, de la commune nouvelle de Morannes sur Sarthe-Daumeray.

## Géographie
Commune angevine de la partie orientale du Segréen, Chemiré-sur-Sarthe se situe en rive droite de la Sarthe (rivière), au nord du Maine-et-Loire en limite du département de la Mayenne, sur les routes D 26, Morannes, et D 108, Brissarthe.
La rivière la Sarthe traverse son territoire.

## Urbanisme
En 2009 on trouvait 137 logements à Chemiré-sur-Sarthe, dont 80 % étaient des résidences principales, pour une moyenne dans le département de 91 %, et dont 77 % des ménages en étaient propriétaires.

## Histoire
À l'époque féodale et depuis la fin du Xe siècle semble-t-il, la terre de Chemiré relevait, avec St-Denis, du chapitre de St-Maurice d'Angers (cf. Célestin Port : Dictionnaire de Maine-et-Loire, t. Ier, p. 675-676).
Pendant la Première Guerre mondiale, 10 habitants perdent la vie. Lors de la Seconde Guerre mondiale, un habitant est tué.
Chemiré-sur-Sarthe et Morannes se réunissent en 2016 pour former la commune nouvelle de Morannes-sur-Sarthe, puis en 2017 avec Daumeray pour former Morannes sur Sarthe-Daumeray.

## Politique et administration

### Administration municipale

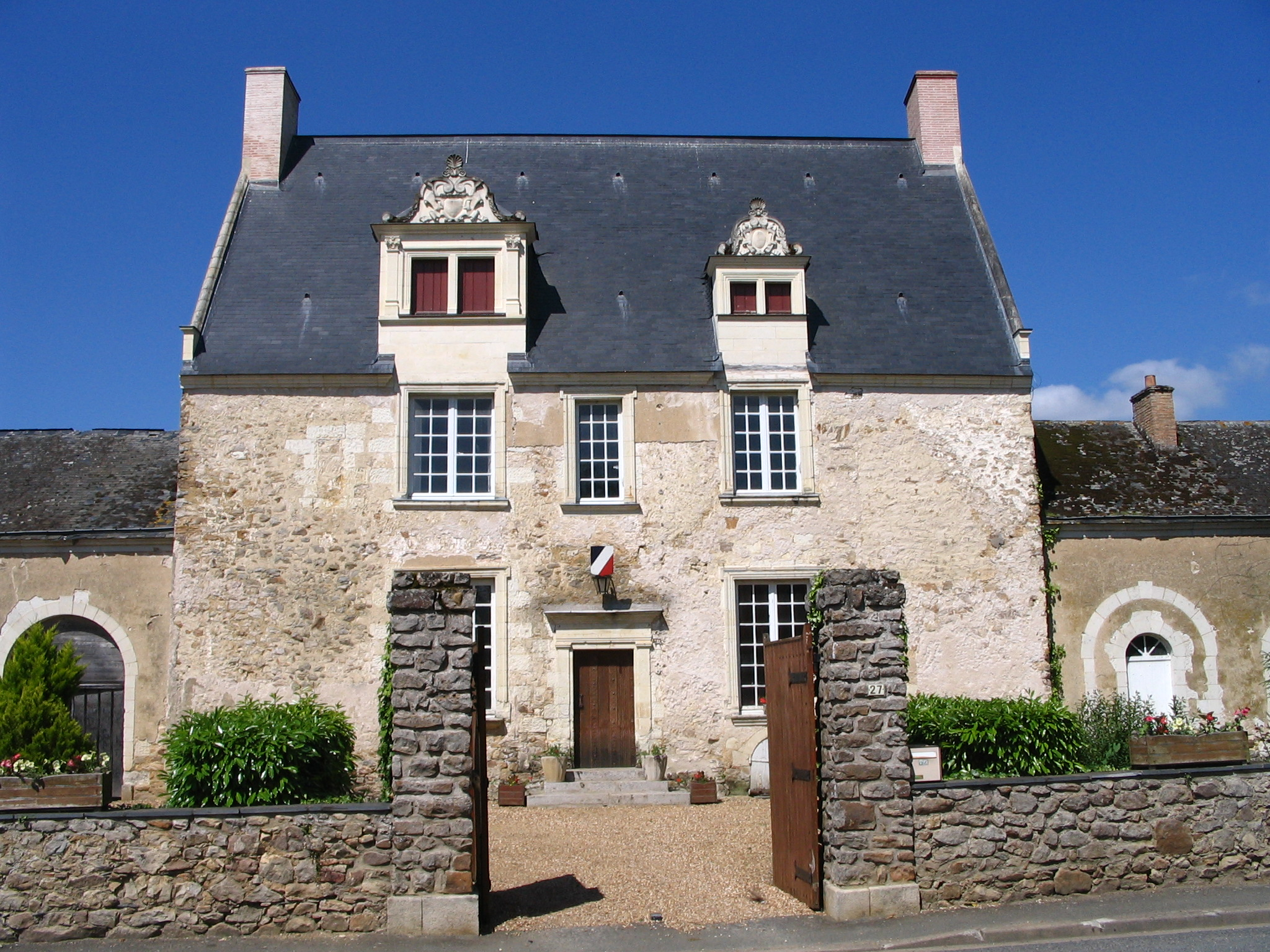
La mairie de Chemiré.

#### Administration actuelle
Depuis le 1er janvier 2016 Chemiré-sur-Sarthe constitue une commune déléguée au sein de la commune nouvelle de Morannes-sur-Sarthe puis de Morannes sur Sarthe-Daumeray, et dispose d'un maire délégué,.
| Période      | Période  | Identité       | Étiquette | Qualité                                                                |
| ------------ | -------- | -------------- | --------- | ---------------------------------------------------------------------- |
| janvier 2016 | En cours | Sylvie Lecourt |           | ancien maire de Chemiré-sur-Sarthe 1re adjointe de Morannes-sur-Sarthe |

#### Administration ancienne
| Période                                  | Période       | Identité       | Étiquette | Qualité                    |
| ---------------------------------------- | ------------- | -------------- | --------- | -------------------------- |
| Les données manquantes sont à compléter. |               |                |           |                            |
| 1983                                     | 2001          | Julien Portais |           | Retraité                   |
| mars 2001                                | mars 2014     | Roger Chéhère  |           | agent de maîtrise retraité |
| mars 2014                                | décembre 2015 | Sylvie Lecourt |           |                            |

### Ancienne situation administrative
La commune est membre en 2015 de la communauté de communes du Haut-Anjou, elle-même membre du syndicat mixte Pays de l'Anjou bleu, Pays segréen.
Après sa fusion donnant naissance à Morannes-sur-Sarthe, cette dernière choisie d'être rattachée à la Communauté de communes des Portes-de-l'Anjou à compter du 1er janvier 2016.

## Population et société

### Démographie

#### Évolution démographique
L'évolution du nombre d'habitants est connue à travers les recensements de la population effectués dans la commune depuis 1793. À partir du 1er janvier 2009, les populations légales des communes sont publiées annuellement dans le cadre d'un recensement qui repose désormais sur une collecte d'information annuelle, concernant successivement tous les territoires communaux au cours d'une période de cinq ans. 
Pour les communes de moins de 10 000 habitants, une enquête de recensement portant sur toute la population est réalisée tous les cinq ans, les populations légales des années intermédiaires étant quant à elles estimées par interpolation ou extrapolation. Pour la commune, le premier recensement exhaustif entrant dans le cadre du nouveau dispositif a été réalisé en 2004,.
En 2013, la commune comptait 260 habitants, en évolution de −1,14 % par rapport à 2008 (Maine-et-Loire : +3,3 %, France hors Mayotte : +2,49 %).
| 1793 | 1800 | 1806 | 1821 | 1831 | 1836 | 1841 | 1846 | 1851 |
| ---- | ---- | ---- | ---- | ---- | ---- | ---- | ---- | ---- |
| 417  | 394  | 417  | 440  | 450  | 467  | 468  | 507  | 504  |

| 1856 | 1861 | 1866 | 1872 | 1876 | 1881 | 1886 | 1891 | 1896 |
| ---- | ---- | ---- | ---- | ---- | ---- | ---- | ---- | ---- |
| 498  | 451  | 442  | 399  | 383  | 400  | 380  | 374  | 372  |

| 1901 | 1906 | 1911 | 1921 | 1926 | 1931 | 1936 | 1946 | 1954 |
| ---- | ---- | ---- | ---- | ---- | ---- | ---- | ---- | ---- |
| 371  | 368  | 352  | 321  | 322  | 280  | 302  | 332  | 279  |

| 1962 | 1968 | 1975 | 1982 | 1990 | 1999 | 2004 | 2009 | 2013 |
| ---- | ---- | ---- | ---- | ---- | ---- | ---- | ---- | ---- |
| 302  | 270  | 250  | 268  | 263  | 244  | 250  | 269  | 260  |

#### Pyramide des âges
La population de la commune est relativement âgée. Le taux de personnes d'un âge supérieur à 60 ans (32,3 %) est en effet supérieur au taux national (21,8 %) et au taux départemental (21,4 %).
Contrairement aux répartitions nationale et départementale, la population masculine de la commune est supérieure à la population féminine (49,8 % contre 48,7 % au niveau national et 48,9 % au niveau départemental).
La répartition de la population de la commune par tranches d'âge est, en 2008, la suivante :
- 49,8 % d’hommes (0 à 14 ans = 17,2 %, 15 à 29 ans = 14,2 %, 30 à 44 ans = 24,6 %, 45 à 59 ans = 13,4 %, plus de 60 ans = 30,6 %) ;
- 50,2 % de femmes (0 à 14 ans = 21,5 %, 15 à 29 ans = 15,6 %, 30 à 44 ans = 16,3 %, 45 à 59 ans = 12,6 %, plus de 60 ans = 34 %).

| Hommes | Classe d’âge | Femmes |
| ------ | ------------ | ------ |
| 0,0    | 90 ans ou +  | 0,7    |
| 11,2   | 75 à 89 ans  | 8,9    |
| 19,4   | 60 à 74 ans  | 24,4   |
| 13,4   | 45 à 59 ans  | 12,6   |
| 24,6   | 30 à 44 ans  | 16,3   |
| 14,2   | 15 à 29 ans  | 15,6   |
| 17,2   | 0 à 14 ans   | 21,5   |

| Hommes | Classe d’âge | Femmes |
| ------ | ------------ | ------ |
| 0,4    | 90 ans ou +  | 1,1    |
| 6,3    | 75 à 89 ans  | 9,5    |
| 12,1   | 60 à 74 ans  | 13,1   |
| 20,0   | 45 à 59 ans  | 19,4   |
| 20,3   | 30 à 44 ans  | 19,3   |
| 20,2   | 15 à 29 ans  | 18,9   |
| 20,7   | 0 à 14 ans   | 18,7   |

## Économie

### Revenus de la population et fiscalité
Le revenu fiscal médian par ménage était en 2010 de 16 660 €, pour une moyenne dans le département de 17 632 €.
En 2009, 48 % des foyers fiscaux étaient imposables, pour 51 % dans le département.

### Tissu économique
Sur 13 établissements présents sur le territoire de la commune à fin 2010, 54 % relevaient du secteur de l'agriculture (pour une moyenne de 17 % dans le département), 8 % du secteur de l'industrie, 15 % du secteur de la construction, 15 % de celui du commerce et des services et 8 % du secteur de l'administration et de la santé.

## Culture locale et patrimoine

### Lieux et monuments
- Le village possède une église dédiée à saint Jacques du XIIe siècle, dont le clocher est composé d'une tour carrée surmontée d'une pyramide carrée et d'une flèche octogonale qui tourne de gauche à droite de 1/16e de tour (clocher tors). C'est un des onze clochers tors de Maine-et-Loire. La flèche semble avoir tourné naturellement avec l'exposition aux intempéries. Une importante restauration a été effectuée en 1992.
- Presbytère.

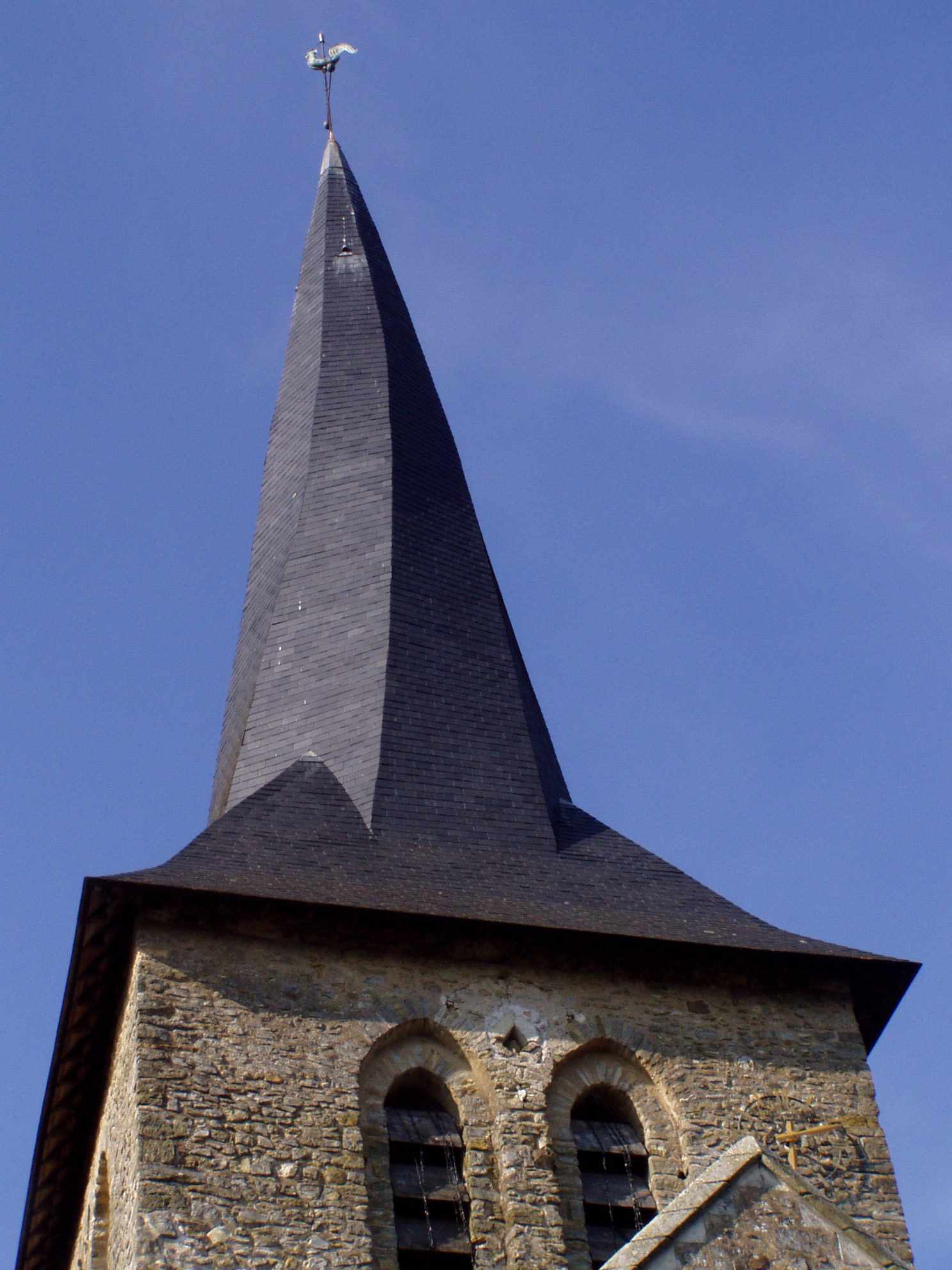
Le clocher de l'église Saint-Jacques.
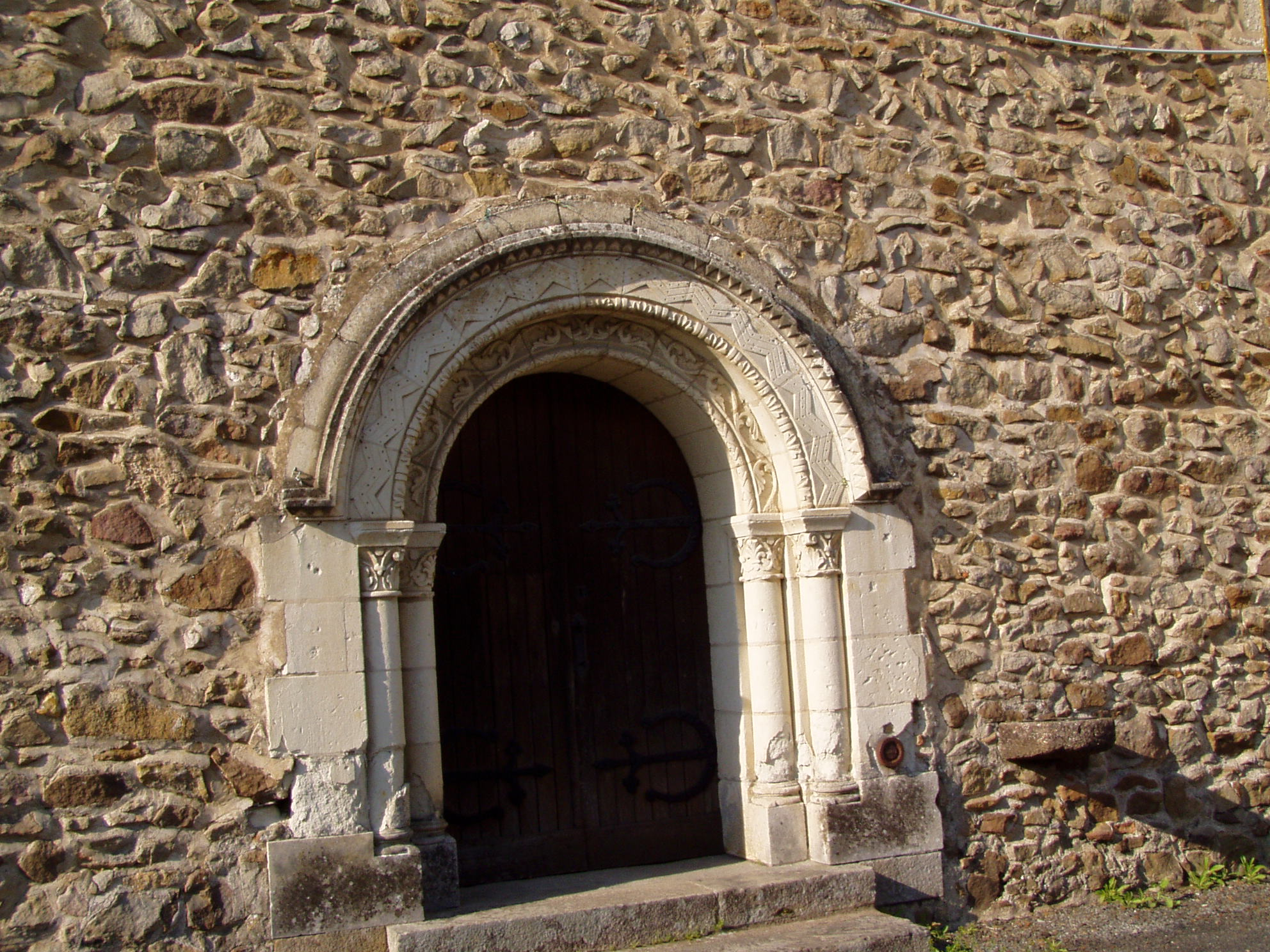
Le portail latéral de l'église Saint-Jacques.
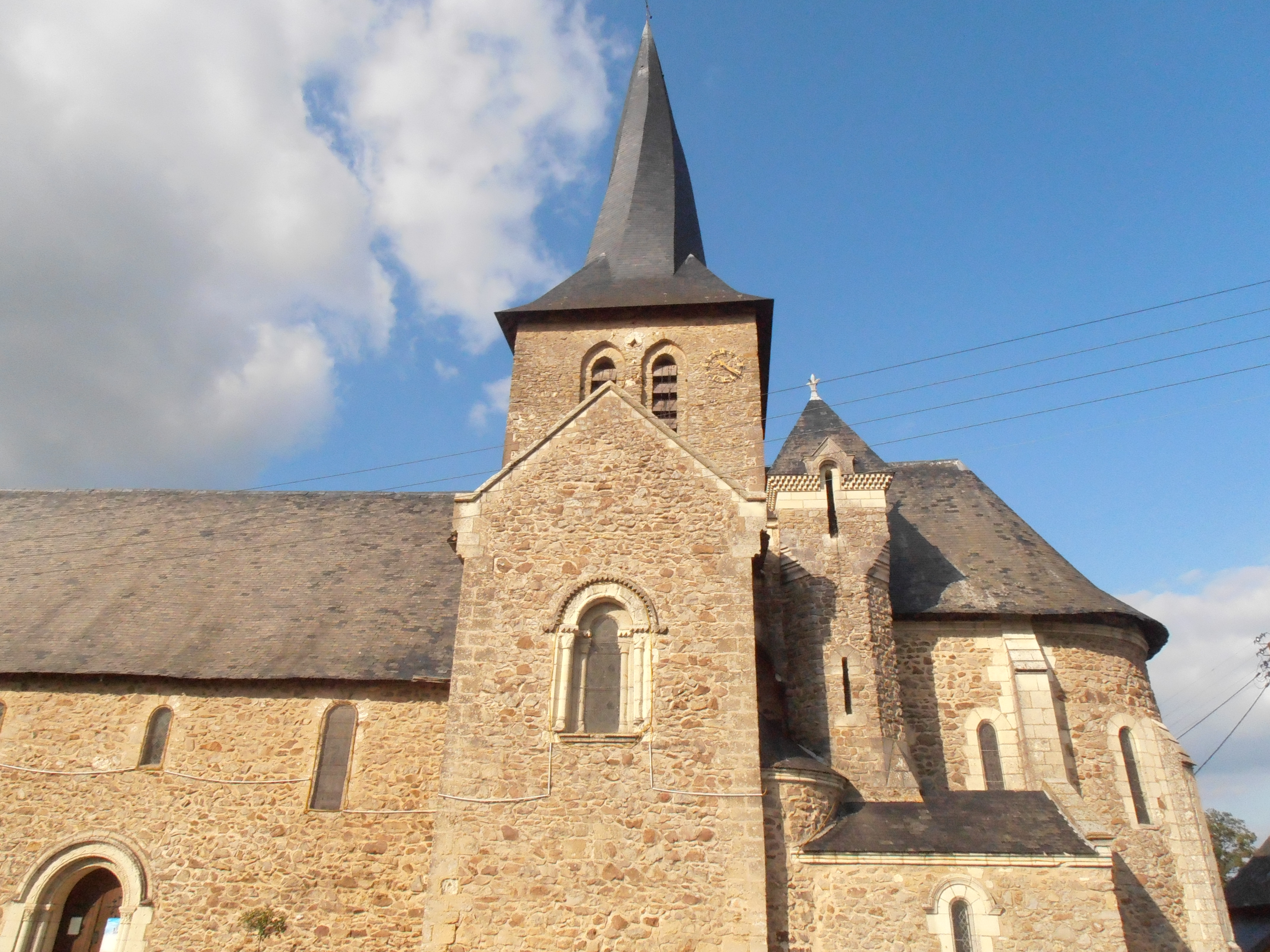
L'église de Chemiré.